# العرم (الشعر)

تعديل مصدري - تعديل

العرم محلة تابعة لقرية ذى صية، التابعة لعزلة القابل الاسفل بمديرية الشعر إحدى مديريات محافظة إب في الجمهورية اليمنية، بلغ تعداد سكانها 34 حسب تعداد اليمن لعام 2004.